# Вербове (селище)
Вербове — колишнє селище в Україні, у Радовельській сільській раді Олевського району Житомирської області.

## Населення
Відповідно до результатів перепису населення СРСР, кількість населення, станом на 12 січня 1989 року, становила 51 особу.

## Історія
Виникло у 1961 році як поселення торфодільниці Бучманського торфобрикетного заводу. 27 червня 1969 року взяте на облік з присвоєнням категорії селища, підпорядковане Радовельській сільській раді Олевського району.
23 липня 1991 року, відповідно до постанови Кабінету Міністрів Української РСР № 106 «Про організацію виконання постанов Верховної Ради Української РСР…», село віднесене до зони гарантованого добровільного відселення (третя зона) внаслідок аварії на Чорнобильській АЕС.
Виключене з облікових даних 23 лютого 2006 року, відповідно до рішення Житомирської обласної ради «Про виключення з облікових даних селища Вербове Олевського району».